# Ett barn är fött på denna dag
Ett barn är fött på denna dag är en julpsalm skriven av Martin Luther till en folkvisemelodi inför ett julspel, egentligen några verser ur hans "Vom Himmel hoch" (sv. "Av himlens höjd oss kommet är" eller "Från himlens höjd jag bringar bud"), med text på svenska av Olaus Martini 1617 och bearbetad av Johan Olof Wallin 1817. De aktuella verserna är något förkortade för att passa till en annan melodi än Luthers, och de utgör en betraktelse av kontrasten mellan Kristi storhet och hans enkla födelseplats. Psalmen avslutas med en välkomsthälsning: "vår Herre har blivit vår gäst!" (numera "Vår gäst du vorden är"). 
Melodin är en tysk folkmelodi i Ess-dur (4/4).

## Publikation
- Kyrklig sång, 1913
- Nr 72 i Kyrklig sång 1928
- Nr 42 i Svensk söndagsskolsångbok 1929 under rubriken "Advents- och julsånger".
- Nr 37 i Guds lov 1935 under rubriken "Advents- och julsånger".
- Nr 63 i 1937 års psalmbok under rubriken "Jul" med första versen Av himlens höjd oss kommet är och först vers 2 Ett barn är fött på denna dag och fortsättning enligt Luthers text.
- Nr 719 i Kyrkovisor för barn under rubriken "Jul".
- Smått å Gott, 1977 (som "Ett barn är fött", angiven som "medeltida julsång")
- Nr 126 i Den svenska psalmboken 1986, 1986 års Cecilia-psalmbok, Psalmer och Sånger 1987, Segertoner 1988 och Frälsningsarméns sångbok 1990 under rubriken "Jul".
- Nr 2 i Sions Sånger 1981 under rubriken "Jul".
- Nr 113 i Lova Herren 1987 under rubriken "Advents- och julsånger".
- Julens önskesångbok, 1997, under rubriken "Traditionella julsånger", anger "Melodi från medeltiden".
- Barnens svenska sångbok, 1999, under rubriken "Året runt".

## Inspelningar
- Artur Erikson spelade 1970 in sången sitt julalbum "Det hände sig vid Davids by" Julsånger inspelade i eget musikförlag.
- Christer Sjögren spelade 1994 in sången på sitt julalbum "När ljusen ska tändas därhemma".[1]
- Sofia Karlsson spelade 2007 in sången i samband med en julturné tillsammans med bland annat folkmusikern Ale Möller till albumet "Jul i folkton".